# Campeonato Brasileiro de Futebol Sub-23
O Campeonato Brasileiro Sub-23, também conhecido como Campeonato Brasileiro de Aspirantes, é uma competição de futebol masculino organizada pela Confederação Brasileira de Futebol (CBF) e disputada por jogadores da categoria sub-23.
O torneio surgiu em 2017 com o objetivo de contribuir para formação e transição de atletas ao escalão profissional, estendendo o ciclo de formação para além da categoria junior. e permitindo a utilização de até quatro atletas com idade superior aos 23 anos. Porém, a adesão dos clubes ao torneio nunca foi unânime e o interesse diminuiu à medida que outros surgiram. Dessa forma, o Brasileiro Sub-23 não teve uma edição em 2023, retornando em 2024.
Ao todo, seis edições foram realizadas e o Internacional saiu vitorioso em duas. Ceará, Cuiabá, Grêmio e São Paulo conquistaram a competição em uma oportunidade.

## História
Em outubro de 2017, a CBF anunciou a criação do Brasileiro Sub-23 com o intuito de contribuir para formação e transição de atletas ao escalão profissional. No Brasil, o ciclo de formação de atletas era encerrado após a categoria junior, e, como conseguinte, os atletas eram integrados ao elenco profissional ou emprestados. Os clubes, portanto, tinham interesse em disputar uma competição sub-23.
No ano de 2017, os dez melhores colocados do ranking nacional foram convidados para disputar a primeira edição, mas o prazo de realização foi considerado apertado por Corinthians, Flamengo, Fluminense, Palmeiras, Ponte Preta e Vasco. Diante das recusas, novos convites foram feitos, o que permitiu as entradas de Athletico Paranaense, Botafogo, Coritiba e Figueirense. O regulamento, por sua vez, dividiu os clubes em dois grupos, com os dois primeiros colocados de cada avançando para as fases eliminatórias. O Internacional venceu a decisão contra o Santos.

Troféu do Brasileiro Sub-23.

Para a segunda edição, a CBF aumentou o número de participantes para 16. O regulamento, portanto, foi adaptado e o torneio disputado em quatro fases. O Internacional alcançou novamente a decisão, mas terminou derrotado para o São Paulo. O clube do Rio Grande do Sul, todavia, recuperou-se do revés e conquistou o título em 2019. Apesar dos troféus, Internacional e São Paulo encerraram as atividades de suas categorias sub-23.
Na quarta edição, o regulamento permaneceu o mesmo da anterior, mas a metade dos participantes eram estreantes. O Ceará ficou com o título ao vencer o Vila Nova nos pênaltis. Em 2021, a continuidade do torneio foi questionada por causa da saída da grade televisiva, a criação de outros torneios e a ausência da metade dos clubes da primeira divisão. Mesmo assim, mais duas edições foram realizadas, vencidas por Cuiabá e Grêmio. O torneio não teve edição em 2023.
Em 2024, a CBF anunciou o retorno da competição com 16 clubes da Série A e Série B do Campeonato Brasileiro, iniciando em setembro.

## Transmissão televisiva
O Esporte Interativo foi a primeira emissora por assinatura a adquirir os direitos de transmissão do Brasileiro Sub-23, transmitindo todos os jogos da primeira edição. No entanto, em 2018, o canal deixou a grade da televisão e passou a atuar somente na internet. Esta mudança não interferiu inicialmente na transmissão dos jogos da primeira fase da segunda edição, mas o grupo Turner encerrou imediatamente as atividades do Esporte Interativo em 9 agosto de 2018. Para não ficar sem transmissões, a CBF exibiu as partidas restantes através de seu website e de suas redes sociais.
Em 3 de maio de 2019, a entidade anunciou um acordo com a plataforma de streaming MyCujoo (atual Eleven Sports) para transmissão de oito competições, sendo uma delas o Brasileiro Sub-23. A plataforma foi responsável por transmitir todos os jogos até a decisão de 2021. Por sua vez, o canal por assinatura SporTV transmitiu a decisão de 2019.

## Formato
O formato do campeonato manteve-se semelhante ao longo dos anos: um formato misto, composto por fases de grupos e partidas eliminatórias. No entanto, alguns pontos específicos dos regulamentos foram alterados para atender necessidades de cada edição. Logo na primeira edição, muitos dos clubes aptos a participar do torneio recusaram os convites enviados pela CBF, o que resultou em um número de participantes menor. Na primeira fase, dois grupos com cinco clubes foram formados, pelos quais os integrantes disputaram jogos de turno único contra os adversários da própria chave. Depois de quatro rodadas, os dois melhores de cada grupo classificaram-se para a semifinal, e, a partir desta, o enfrentamento se deu em partidas eliminatórias.
Para a segunda edição, com o aumento de participantes, o regulamento foi adaptado para quatro fases. Na primeiro, dois grupos com oito clubes foram formados e os confrontos com os adversários do grupo oposto. Depois de oito rodadas, os quatro melhores de cada formaram dois novos grupos, mas desta vez, os confrontos foram com os adversários da própria chave. Depois de seis rodadas, os dois melhores avançaram para a semifinal. Este regulamento permaneceu em vigor nas três edições seguintes.
Por fim, em 2022, a CBF promoveu mudanças no regulamento com o objetivo de diminuir os gastos. Dessa forma, os clubes foram divididos na primeira fase em quatro grupos, pelos quais enfrentaram os adversários da própria chave em turno e returno. Ao término das seis rodadas, os dois primeiros colocados de cada avançaram para as quartas de final.

## Campeões

### Títulos por clube
| Pos  | Clube               | Títulos | Vices | Semifinais |
| ---- | ------------------- | ------- | ----- | ---------- |
| 1.ª  | Internacional       | 2       | 1     | —          |
| 2.ª  | Ceará               | 1       | 1     | —          |
| 2.ª  | Grêmio              | 1       | 1     | —          |
| 2.ª  | Red Bull Bragantino | 1       | 1     | —          |
| 5.ª  | São Paulo           | 1       | —     | 1          |
| 6.ª  | Cuiabá              | 1       | —     | —          |
| 7.ª  | Santos              | —       | 1     | 1          |
| 7.ª  | Vila Nova           | —       | 1     | 1          |
| 9.ª  | Botafogo            | —       | 1     | —          |
| 10.ª | Fluminense          | —       | —     | 2          |
| 10.ª | Vitória             | —       | —     | 2          |
| 12.ª | Atlético Mineiro    | —       | —     | 1          |
| 12.ª | Avaí                | —       | —     | 1          |
| 12.ª | Bahia               | —       | —     | 1          |
| 12.ª | Coritiba            | —       | —     | 1          |
| 12.ª | CRB                 | —       | —     | 1          |
| 12.ª | Fortaleza           | —       | —     | 1          |
| 12.ª | Juventude           | —       | —     | 1          |

### Títulos por federação
| Pos | Clube             | Títulos | Vices | Semifinais |
| --- | ----------------- | ------- | ----- | ---------- |
| 1.ª | Rio Grande do Sul | 3       | 2     | 1          |
| 2.ª | São Paulo         | 2       | 2     | 2          |
| 3.ª | Ceará             | 1       | 1     | 1          |
| 4.ª | Mato Grosso       | 1       | —     | —          |
| 5.ª | Rio de Janeiro    | —       | 1     | 2          |
| 6.ª | Goiás             | —       | 1     | 1          |
| 7.ª | Bahia             | —       | —     | 3          |
| 8.ª | Alagoas           | —       | —     | 1          |
| 8.ª | Minas Gerais      | —       | —     | 1          |
| 8.ª | Paraná            | —       | —     | 1          |
| 8.ª | Santa Catarina    | —       | —     | 1          |

### Títulos por região
| Pos | Clube        | Títulos | Vices | Semifinais |
| --- | ------------ | ------- | ----- | ---------- |
| 1.ª | Sul          | 3       | 2     | 3          |
| 2.ª | Sudeste      | 2       | 3     | 5          |
| 3.ª | Nordeste     | 1       | 1     | 5          |
| 4.ª | Centro-Oeste | 1       | 1     | 1          |

### Gerais
- «Tabela do Campeonato Brasileiro Sub-23 de 2017». Confederação Brasileira de Futebol. Consultado em 13 de abril de 2023. Cópia arquivada em 12 de fevereiro de 2023
- «Tabela do Campeonato Brasileiro Sub-23 de 2018». Confederação Brasileira de Futebol. Consultado em 13 de abril de 2023. Cópia arquivada em 29 de maio de 2022
- «Tabela do Campeonato Brasileiro Sub-23 de 2019». Confederação Brasileira de Futebol. Consultado em 13 de abril de 2023. Cópia arquivada em 23 de outubro de 2021
- «Tabela do Campeonato Brasileiro Sub-23 de 2020». Confederação Brasileira de Futebol. Consultado em 13 de abril de 2023. Cópia arquivada em 25 de janeiro de 2022
- «Tabela do Campeonato Brasileiro Sub-23 de 2021». Confederação Brasileira de Futebol. Consultado em 13 de abril de 2023. Cópia arquivada em 4 de janeiro de 2023
- «Tabela do Campeonato Brasileiro Sub-23 de 2022». Confederação Brasileira de Futebol. Consultado em 13 de abril de 2023. Cópia arquivada em 11 de abril de 2023
- «Regulamento do Campeonato Brasileiro Sub-23 de 2017» (PDF). Confederação Brasileira de Futebol. Consultado em 13 de abril de 2023. Cópia arquivada (PDF) em 9 de julho de 2021
- «Regulamento do Campeonato Brasileiro Sub-23 de 2018» (PDF). Confederação Brasileira de Futebol. Consultado em 13 de abril de 2023. Cópia arquivada (PDF) em 7 de maio de 2021
- «Regulamento do Campeonato Brasileiro Sub-23 de 2019» (PDF). Confederação Brasileira de Futebol. Consultado em 13 de abril de 2023. Cópia arquivada (PDF) em 23 de setembro de 2020
- «Regulamento do Campeonato Brasileiro Sub-23 de 2020» (PDF). Confederação Brasileira de Futebol. Consultado em 13 de abril de 2023. Cópia arquivada (PDF) em 26 de janeiro de 2022
- «Regulamento do Campeonato Brasileiro Sub-23 de 2021» (PDF). Confederação Brasileira de Futebol. Consultado em 13 de abril de 2023. Cópia arquivada (PDF) em 26 de janeiro de 2022
- «Regulamento do Campeonato Brasileiro Sub-23 de 2022» (PDF). Confederação Brasileira de Futebol. Consultado em 13 de abril de 2023. Cópia arquivada (PDF) em 20 de setembro de 2022

### Específicas
1. 1 2  «Brasileiro de Aspirantes: início dia 22 de outubro». Confederação Brasileira de Futebol. 17 de outubro de 2017. Consultado em 8 de abril de 2023. Cópia arquivada em 2 de outubro de 2021
2. 1 2 3 4 5  Dassler Marques (27 de setembro de 2017). «Corinthians, Fla, Palmeiras...CBF sofre recusas para ter Brasileiro sub-23». UOL. Consultado em 8 de abril de 2023. Arquivado do original em 2 de outubro de 2017
3. ↑  «Com grandes equipes, Brasileirão de Aspirantes começa nesta quinta-feira». Lance!. 29 de junho de 2022. Consultado em 8 de abril de 2023. Cópia arquivada em 4 de julho de 2022
4. ↑  Jeremias Wernek (3 de outubro de 2021). «Brasileirão sub-23 começa semifinal com dúvida sobre futuro do torneio». UOL. Consultado em 8 de abril de 2023. Cópia arquivada em 2 de setembro de 2022
5. 1 2 3  «CBF acaba com Supercopas sub-17 e sub-20 e Brasileiro de Aspirantes e cria competição sub-15». Terra. 27 de dezembro de 2022. Consultado em 8 de abril de 2023. Cópia arquivada em 2 de setembro de 2022
6. 1 2  ge.globo.com, 20/08/2024: CBF planeja Brasileiro de aspirantes masculino com 16 clubes entre setembro e novembro.
7. 1 2  ge.globo.com, 04/09/2024: CBF divulga tabela do Brasileiro de aspirantes masculino com 16 clubes; torneio começa neste mês.
8. ↑  «INTER VENCE O GRÊMIO E CONQUISTA O BRASILEIRÃO DE ASPIRANTES 2019». Confederação Brasileira de Futebol. Consultado em 2 de outubro de 2021. Cópia arquivada em 3 de junho de 2021
9. 1 2  «Cuiabá 3 x 2 Red Bull Bragantino - Cuiabá é campeão brasileiro de aspirantes». Futebol Interior. 23 de setembro de 2022. Consultado em 8 de abril de 2023. Cópia arquivada em 7 de outubro de 2022
10. ↑  «CBF divulga tabela do Campeonato Brasileiro Sub-23: veja jogos e datas». GloboEsporte.com. 16 de outubro de 2017. Consultado em 9 de julho de 2021. Cópia arquivada em 24 de setembro de 2019
11. 1 2  «Coritiba disputará Brasileiro Sub-23 com time Sub-20». Bem Paraná. 17 de outubro de 2017. Consultado em 20 de setembro de 2021. Cópia arquivada em 21 de setembro de 2021
12. ↑  «Santos só empata com o Inter e fica com o vice do Brasileiro de Aspirantes». Gazeta Esportiva. 10 de dezembro de 2017. Consultado em 20 de setembro de 2021. Cópia arquivada em 9 de julho de 2021
13. ↑  «Internacional é campeão do Brasileirão de Aspirantes após empatar com Santos B». GloboEsporte.com. 10 de dezembro de 2017. Consultado em 20 de setembro de 2021. Cópia arquivada em 21 de setembro de 2021
14. 1 2  Silvio Rauth Filho (10 de abril de 2018). «Campeonato Brasileiro de Aspirantes terá Atletiba na primeira fase». Bem Paraná. Consultado em 14 de setembro de 2021. Cópia arquivada em 20 de julho de 2020
15. ↑  Yago Rudá (24 de novembro de 2018). «São Paulo derrota o Internacional e é campeão do Brasileirão de Aspirantes». Lance!. Consultado em 8 de março de 2019. Cópia arquivada em 16 de fevereiro de 2019
16. ↑  «São Paulo derrota o Internacional e conquista o Brasileiro de Aspirantes». Gazeta Esportiva. 24 de novembro de 2018. Consultado em 14 de setembro de 2021. Cópia arquivada em 25 de novembro de 2018
17. ↑  «Com gol de Pedro Lucas, Inter vence Gre Nal e conquista o Brasileirão de Aspirantes». ge. 13 de outubro de 2019. Consultado em 2 de maio de 2021. Cópia arquivada em 3 de junho de 2021
18. ↑  «No Brasileiro de Aspirantes, Inter leva a melhor sobre o Grêmio e fatura a taça». Lance!. 13 de outubro de 2019. Consultado em 16 de setembro de 2021. Cópia arquivada em 14 de outubro de 2019
19. ↑  «Inter reformula a base e extingue time sub-23». Terra. 17 de março de 2020. Consultado em 2 de outubro de 2021. Cópia arquivada em 18 de março de 2020
20. ↑  Bruno Grossi; Demétrio Vechiolli (9 de maio de 2019). «Atual campeão, São Paulo decide não disputar Brasileirão de Aspirantes». Uol.com.br. Consultado em 31 de outubro de 2020. Cópia arquivada em 1 de novembro de 2020
21. 1 2  Cristiano Bueno (16 de outubro de 2020). «Confira o Guia DaBase do Brasileirão de Aspirantes». DaBase. Consultado em 14 de setembro de 2021. Cópia arquivada em 19 de janeiro de 2021
22. ↑  «Ceará vence Vila Nova nos pênaltis e conquista o Brasileirão de Aspirantes». ge. 31 de janeiro de 2021. Consultado em 14 de setembro de 2021. Cópia arquivada em 14 de setembro de 2021
23. ↑  Gabriel Lopes (31 de janeiro de 2021). «Nos pênaltis, Ceará derrota Vila Nova e é campeão do Brasileirão de Aspirantes». O Povo. Consultado em 14 de setembro de 2021. Cópia arquivada em 1 de fevereiro de 2021
24. ↑  Jeremias Wernek (3 de outubro de 2021). «Brasileirão sub-23 começa semifinal com dúvida sobre futuro do torneio». UOL. Consultado em 23 de outubro de 2021. Cópia arquivada em 19 de outubro de 2021
25. ↑  «Esporte Interativo transmite todos os jogos do Brasileirão de Aspirantes». Portal Mídia Esporte. 17 de outubro de 2017. Consultado em 24 de setembro de 2021. Cópia arquivada em 20 de janeiro de 2021
26. ↑  Ribamar Xavier (Outubro de 2017). «Esporte Interativo começa a transmitir Brasileiro de Aspirantes no próximo domingo». Esporte e Mídia. Consultado em 24 de setembro de 2021. Cópia arquivada em 25 de setembro de 2021
27. ↑  Silvio Barsetti (20 de outubro de 2017). «Reedição de campeonato de aspirantes da CBF é volta no tempo». Terra.com.br. Consultado em 24 de setembro de 2021. Cópia arquivada em 21 de outubro de 2017
28. ↑  Ribamar Xavier (Dezembro de 2017). «Esporte Interativo transmite final do Brasileiro de Aspirantes no domingo». Esporteemidia.com. Consultado em 24 de setembro de 2021. Cópia arquivada em 25 de setembro de 2021
29. ↑  «Esporte Interativo deixa TV por assinatura e será exibido só na web». TecMundo. 9 de agosto de 2018. Consultado em 24 de setembro de 2021. Cópia arquivada em 19 de janeiro de 2021
30. ↑  Ribamar Xavier (Maio de 2018). «CBF divulga tabela do Brasileiro de Aspirantes; veja jogos do Esporte Interativo». Esporteemidia.com. Consultado em 24 de setembro de 2021. Cópia arquivada em 25 de setembro de 2021
31. ↑  «Turner anuncia fim dos canais de TV Esporte Interativo». UOL. 9 de agosto de 2018. Consultado em 2 de setembro de 2018. Cópia arquivada em 2 de setembro de 2018
32. ↑  Ribamar Xavier (Agosto de 2018). «CBF anuncia transmissão de jogos da segunda fase do Brasileiro de Aspirantes pela internet». Esporteemidia.com. Consultado em 24 de setembro de 2021. Cópia arquivada em 27 de setembro de 2020
33. ↑  Ribamar Xavier (Outubro de 2018). «CBF detalha semifinais do Brasileirão de Aspirantes; CBF TV transmite». Esporteemidia.com. Consultado em 24 de setembro de 2021. Cópia arquivada em 25 de setembro de 2021
34. ↑  «CBF e MyCujoo firmam parceria para transmissão de oito competições». Website oficial da Confederação Brasileira de Futebol. 3 de maio de 2019. Consultado em 24 de setembro de 2021. Cópia arquivada em 5 de maio de 2019
35. ↑  Fabio Utz (27 de outubro de 2021). «Grêmio x Ceará: onde assistir, prováveis escalações, horário e local; Brasileirão de Aspirantes conhece o campeão». 90min. Consultado em 9 de abril de 2023. Cópia arquivada em 9 de abril de 2023
36. ↑  Ribamar Xavier (Setembro de 2019). «SporTV transmite finais do Campeonato Brasileiro de Aspirantes». Esporteemidia.com. Consultado em 24 de setembro de 2021. Cópia arquivada em 25 de setembro de 2021
37. ↑  Alberto Nogueira (19 de outubro de 2018). «Grandes de SP têm estratégias diferentes para Brasileiro de Aspirantes». Folha de S.Paulo. Consultado em 23 de setembro de 2021. Cópia arquivada em 6 de outubro de 2020
38. ↑  «CBF divulga novidades para 2019 no futebol feminino e categorias de base». Lance!. 1 de fevereiro de 2019. Consultado em 28 de junho de 2019. Cópia arquivada em 18 de fevereiro de 2019
39. ↑  Cristiano Bueno (10 de junho de 2021). «Confira o Guia DaBase do Brasileirão de Aspirantes». DaBase. Consultado em 20 de setembro de 2021. Cópia arquivada em 11 de junho de 2021
40. ↑  Cristiano Bueno (30 de junho de 2022). «Confira o Guia DaBase do Brasileirão de Aspirantes 2022». DaBase. Consultado em 14 de abril de 2023. Cópia arquivada em 15 de julho de 2022